# Club de Deportes Malleco Unido
El Club Social, Deportivo y Cultural Malleco Unido es un club de fútbol de Chile, con sede en la ciudad de Angol, Región de La Araucanía. Fue fundado el 25 de marzo de 1974,y actualmente juega en la Tercera División A de Chile, cuarta categoría del fútbol chileno.
La institución tiene un título oficial, la Copa CCU del Torneo de Clausura 1985-86 de la Segunda División de Chile (actual Primera B). Además, cuentan con un subcampeonato de Tercera División (2002) y otro de Tercera B (2012).
Los Leones de Nahuelbuta ejercen su localía en el Estadio Municipal Alberto Larraguibel Morales, recinto con capacidad para 4000 espectadores. El club mantiene una rivalidad con Deportes Iberia, partido que es considerado como clásico.

## Historia

### Fundación y primeros años
Fue fundado el 25 de marzo de 1974 para participar en la segunda categoría del fútbol profesional, con la base de jugadores de la selección de Angol conformada en 1973. La primera campaña de los rojos en el profesionalismo tuvo lugar en el campeonato de la Segunda División de Chile 1974, pero esta fue mala: terminaron colistas del grupo de la Zona Sur y debieron jugar un repechaje contra Coquimbo Unido. No obstante, Malleco Unido venció por 3-1 y zafó del descenso al amateurismo.
En los años 1976, 1977, 1984 y 1986, Malleco Unido estuvo cerca de ascender. En el torneo de 1977 terminó tercero en la tabla general y disputó la liguilla de promoción, junto a Santiago Morning, Cobreloa y Santiago Wanderers. Sin embargo, el conjunto rojo no logró ascender.

### Campeones de la Copa CCU
Entre diciembre de 1985 y febrero de 1986, Malleco Unido disputó la Copa CCU del Torneo de Clausura 1985-86 de la Segunda División de Chile y se proclamó campeón tras golear de visita a Provincial Osorno en la final, por la cuenta de 6-3. Dicho torneo se jugó en tres grupos y no tuvo ninguna intención que no fuera la de completar el calendario anual y conseguir algo de dinero, puesto que el ganador se adjudicó un premio de medio millón de pesos y el honor de haber sido el mejor de todos. El plantel angolino que disputó el torneo estaba conformado por Eduardo Muñoz, Carlos Urrutia, Juan Valenzuela, Federico Gutiérrez, Pedro Pavez, Ronald Fulgieri, José Benavides, Miguel Candia, Edgardo Garcés, Rolando Bascur, Marcelo Silva, Eduardo Sánchez, entre otros. El DT era Juan “Totocha” Inostroza.
En ese mismo año, por el campeonato oficial, el club clasificó a la liguilla por el ascenso, pero finalizó en la última posición de ella.

### Descenso a Tercera División
En el campeonato de 1988, Malleco Unido finalizó en la última posición del grupo de descenso de la Zona Sur, por lo que debió enfrentar en una definición a Audax Italiano, su símil de la Zona Norte, a fin de no perder la categoría. Sin embargo, el cuadro angolino cayó por un marcador global de 4-2 y descendió a Tercera División por primera vez en su historia.
Por problemas económicos, el club estuvo a punto de disolverse en 1997.
En 2002, tras una gran campaña en la liguilla final del campeonato de Tercera División, Malleco Unido obtuvo el derecho a jugar una final a partido único contra Deportes Copiapó, cuyo ganador ascendería: los atacameños golearon por 7-1 en el Estadio Municipal de Puente Alto y el sueño mallequino de llegar a Primera B se esfumó una vez más.
En el campeonato de 2007 y luego de haberse armado de a poco con un plantel de buenos jugadores, el club cumplió una positiva campaña, ya que en la serie de play offs eliminó a Deportes Valdivia y a Iberia. No obstante, quedó fuera de la lucha por el título tras haber caído ante Colchagua en cuartos de final, por un marcador global de 0-3. Entre las principales figuras del cuadro albirrojo estaban César Urra, Wladimir Fernández y Luis Borgoño.

### Amateurismo pleno
En 2008, el equipo tuvo un pésimo desempeño en el torneo y, habiendo logrado sólo 9 puntos, volvió al amateurismo pleno tras 35 años en el fútbol profesional y en campeonatos nacionales. En enero de 2009, Malleco Unido decidió entrar en receso.
Entre 2009 y 2011, el club pasó a denominarse Malleco Unido Joven, nombre con el cual participó en el campeonato de su asociación de origen. 

### Subcampeón de Cuarta División y ascenso a Tercera División
En 2012, Malleco Unido participó en el torneo de la Cuarta División de Chile (o Tercera B División Sub-23) y luego de una sorprendente campaña, con fecha 20 de octubre, logró subir a Tercera División A al haber derrotado por 2-1 a Deportes Santa Cruz en Angol, sumado al empate de 2-2 entre General Velásquez y Unión Molina. Finalmente, en la liguilla por el título, el club resultó subcampeón, con 10 puntos.

### Ascenso a Segunda División Profesional y nuevo receso
En el año 2013, Malleco Unido fue aceptado por la ANFP para jugar en la Segunda División Profesional de Chile, cubriendo así el cupo que dejó Deportes Temuco, que absorbió a Unión Temuco, equipo de la Primera B de Chile. Así, Malleco Unido participó en la edición 2013-14 de la Segunda División Profesional, que empezó en agosto de 2013 y terminó en mayo de 2014 en calidad de invitado, siendo la temporada edición 2014-15 de la Segunda División Profesional aceptado por la ANFP como club profesional.
Jugó en aquel campeonato hasta 2018, cuando descendió luego de quedar último en la liguilla por la permanencia. Al año siguiente el club no fue inscrito para el torneo de Tercera División A, por lo que entró nuevamente en receso. A principios de 2020, la ANFA lo aceptó para participar en la Tercera División B, pero tuvo que esperar un año más, para su reestreno en las canchas. En el torneo de la Tercera División B 2021, los angolinos hicieron una buena campaña, pero quedaron eliminados en cuartos de final, a manos de Deportes Quillón (equipo que a la postre, terminó siendo el campeón).

### Ganadores de Liguilla por el ascenso a Tercera A
La temporada de Tercera B 2024 de Malleco Unido comenzó con su participación en la Zona Sur, donde peleó la primera posición que aseguraba el ascenso de división, junto a otros históricos clubes de la zona como son Lota Schwager y Naval de Talcahuano, pero finalmente acabó en segundo lugar, con el mismo puntaje que los carboníferos, aunque con menor diferencia de goles, y sobre los choreros por un punto. Esto le permitió disputar el play-offs por el cuarto ascenso, junto a los clasificados de los demás grupos, eliminando a Curacaví FC en cuartos de final, y a Deportes Vallenar en Semifinales. Por el duelo de definición, enfrentó justamente a Naval, el 16 de noviembre, en el Estadio Fiscal de Talca, y gracias al tanto convertido por Mauricio León, el conjunto rojo pudo celebrar el ascenso a la Tercera División A, en un año muy especial, ya que en marzo de 2024 el club cumplió los 50 años de vida.

## Uniforme
- Uniforme titular: Camiseta roja, pantalón rojo y medias rojas.
- Uniforme alternativo: Camiseta blanca, pantalón blanco y medias rojas.

### Uniforme titular
| 1976 | 2013 | 2022 |

### Uniforme alternativo
| 2013 |

### Indumentaria
| Período   | Proveedor             |
| --------- | --------------------- |
| 2012      | Training Professional |
| 2013-2015 | Penalty               |
| 2015      | Dalponte              |
| 2016-2017 | KS7                   |
| 2018-2019 | Andrómeda             |
| 2020      | Squadra               |
| 2022      | OneFit                |

| Período       | Auspiciador                      |
| ------------- | -------------------------------- |
| 2012          | HidroAngol                       |
| 2013-2015     | Scotta                           |
| 2015          | HidroAngol                       |
| 2016-2018     | Scotta                           |
| 2020-presente | Grupo Inmobiliario San Francisco |

## Datos del club
- Temporadas en Primera B: 15 (1974-1988)
- Temporadas en Segunda División Profesional: 6  (2013/14-2018)
- Temporadas en Tercera División A: 21 (1989-2008, 2025)
- Temporadas en Tercera División B: 4  (2012, 2021-2024)
- Temporadas en Asociación de Fútbol de Angol: 3 (2009-2011)

## Entrenadores

### Cronología
- Oscar Zambrano (1974)
- Reinaldo Rebello (1975)
- Jorge Venegas (1976)
- Alicel Belmar (1977)
- Juan Ramón Bernales (1978)
- Alicel Belmar (1979)
- Juan Inostroza Caro (1980-1988)
- Enrique Neira (1988)
- Alicel Belmar (1989)
- Guillermo Oliver (1991)
- Manuel Soto (1992)
- Eugenio Horta (1993)
- Gastón Guevara (1994)
- Arturo Parra (1996)
- Víctor Manuel González (1998)
- Esaú Bravo (1999)
- Osvaldo Hidalgo (2000)
- Jaime Nova (2002)
- Eduardo Apablaza (2002)
- Iván Valdés (2003-2004)
- Eli Carrasco (2005)
- John Greig (2006)
- Marcelo Miranda (2007-2008)
- Eduardo Apablaza (2008)
- Oscar Zambrano (2012)
- Carlos Girardengo (2012-2013)
- Juan José Ribera (2013-2014)
- Eduardo Vilches (2014)
- Gerardo Silva (2014-2015)
- Iván Endre (2015-2016)
- Christian Muñoz (2016-2017)
- Miguel Ángel Gómez (2018)
- Daniel Chazarreta (2018)
- Luis Ceballos (2020-2021)
- Raúl Robles (2021-2023)
- Juan Pablo Toro (2023)
- John Bustamante (2024-2025)
- Luis Pérez (2025-)

## Palmarés

### Torneos nacionales
- Copa CCU (1): 1985-86
- Subcampeón de la Tercera División de Chile (1): 2002.
- Subcampeón de la Tercera División B de Chile (1): 2012.

### Torneos regionales
- Subcampeón del Campeonato Regional de Fútbol (1): 2022